# Rodelle
Rodelle (okzitanisch: Rodesla) ist eine französische Gemeinde mit 1.097 Einwohnern (Stand: 1. Januar 2022) im Département Aveyron der Region Okzitanien; sie gehört zum Arrondissement Rodez und zum Kanton Causse-Comtal. Die Einwohner werden Rodellois genannt.

## Geographie
Rodelle liegt etwa 14 Kilometer nordnordöstlich von Rodez in der Landschaft Causse, den sog. Causse du Comtal. Umgeben wird Rodelle von den Nachbargemeinden Sébrazac im Norden und Nordosten, Bozouls im Osten, Sébazac-Concourès im Süden und Südosten, La Loubière im Süden, Salles-la-Source im Westen und Südwesten, Muret-le-Château im Westen sowie Villecomtal im Nordwesten.

## Bevölkerungsentwicklung
| Jahr                       | 1962 | 1968 | 1975 | 1982 | 1990 | 1999 | 2006 | 2018 | 2021 |
| Einwohner                  | 942  | 884  | 759  | 743  | 845  | 889  | 943  | 1056 | 1072 |
| Quellen: Cassini und INSEE |      |      |      |      |      |      |      |      |      |

## Sehenswürdigkeiten
- Dolmen Le Roc de la Françoune, seit 1994 Monument historique
- Kirche Saint-Michel aus dem 13. Jahrhundert, Monument historique seit 1991
- Kirche von Lanhac aus dem 15. Jahrhundert, Monument historique seit 1983
- Kirche Saint-Saturnin in Maymac
- Schloss Dalmayrac, seit 1993 Monument historique
- Schloss Sanhes

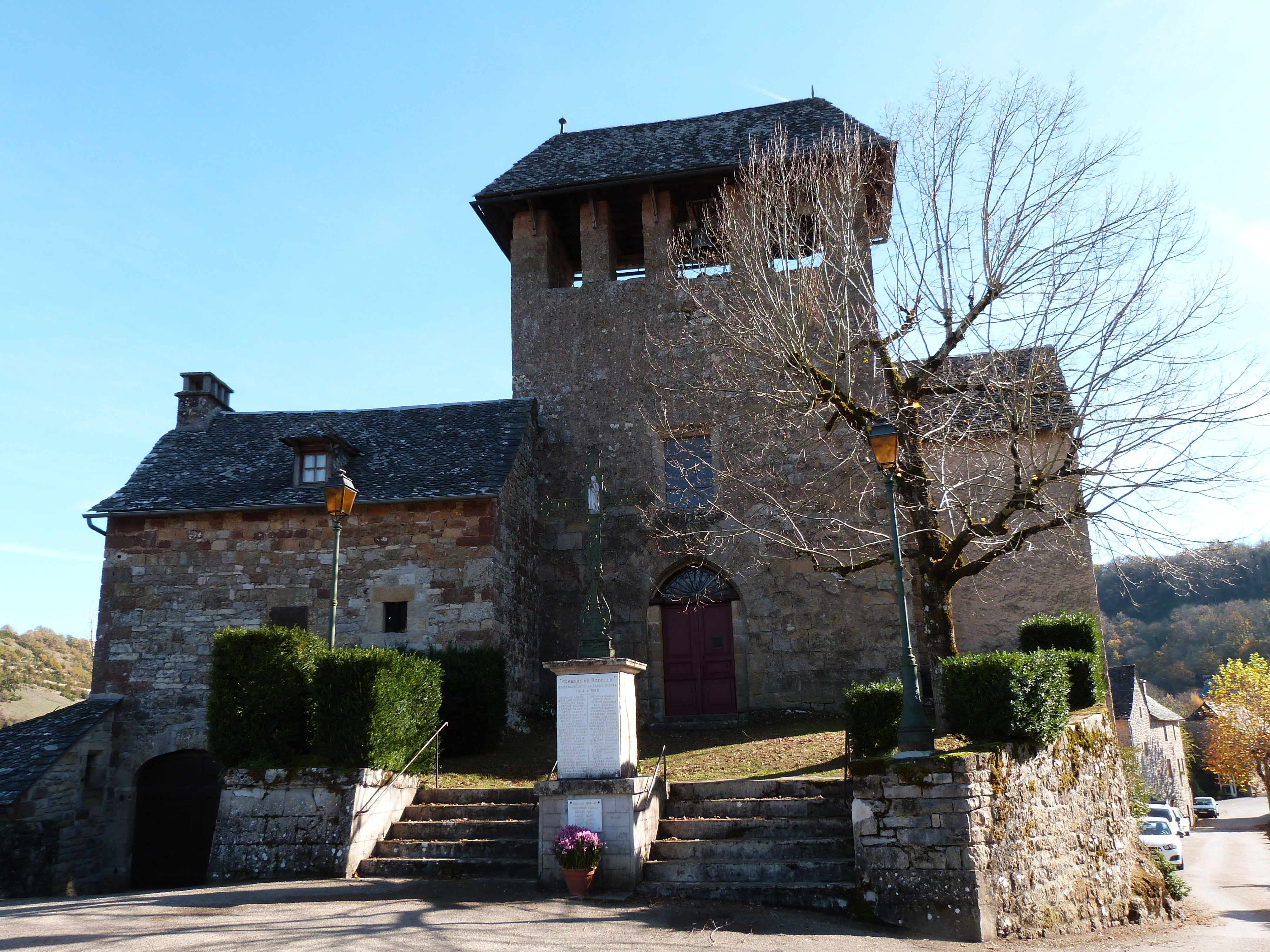
Kirche Saint-Michel
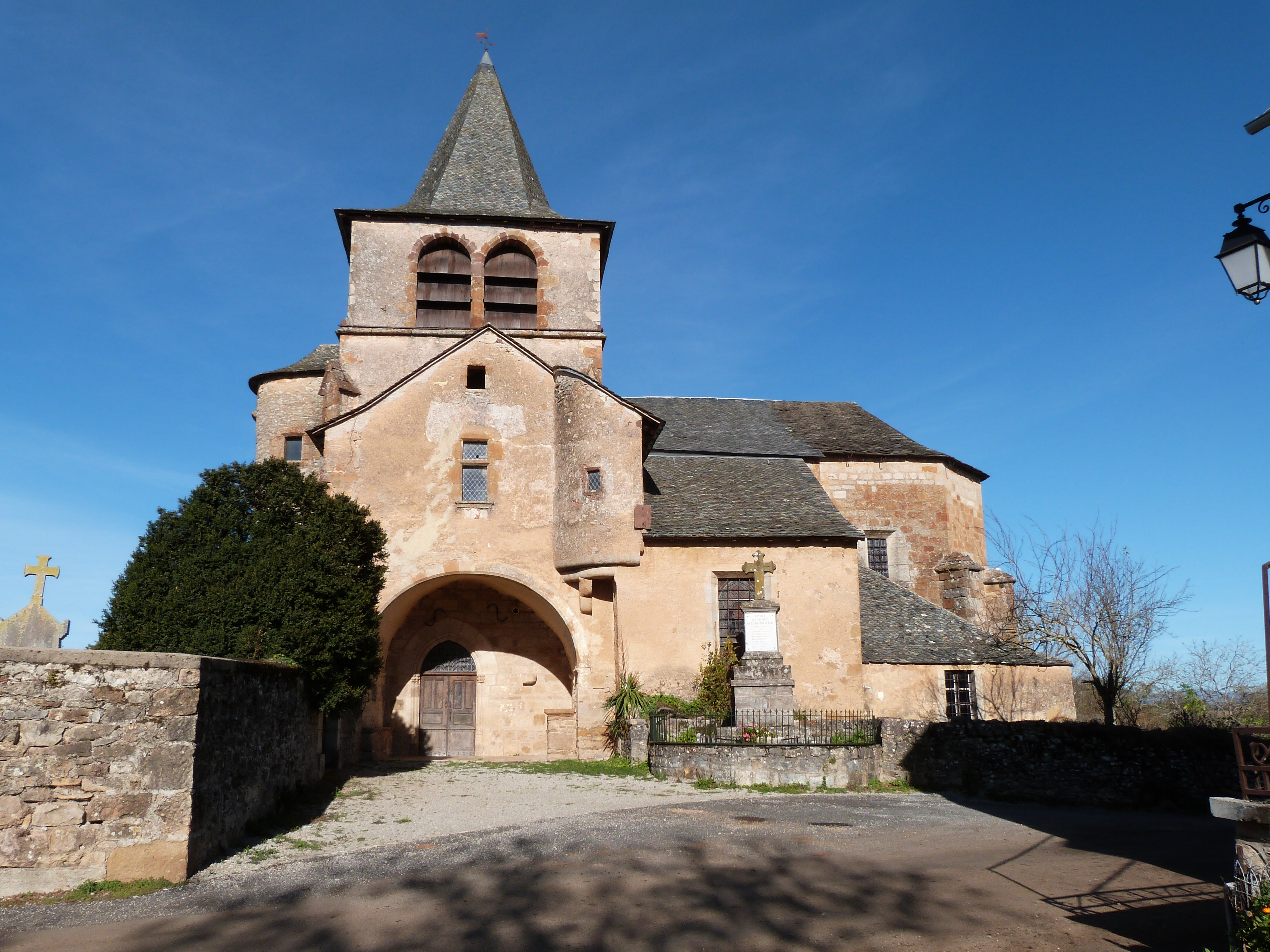
Kirche von Lanhac
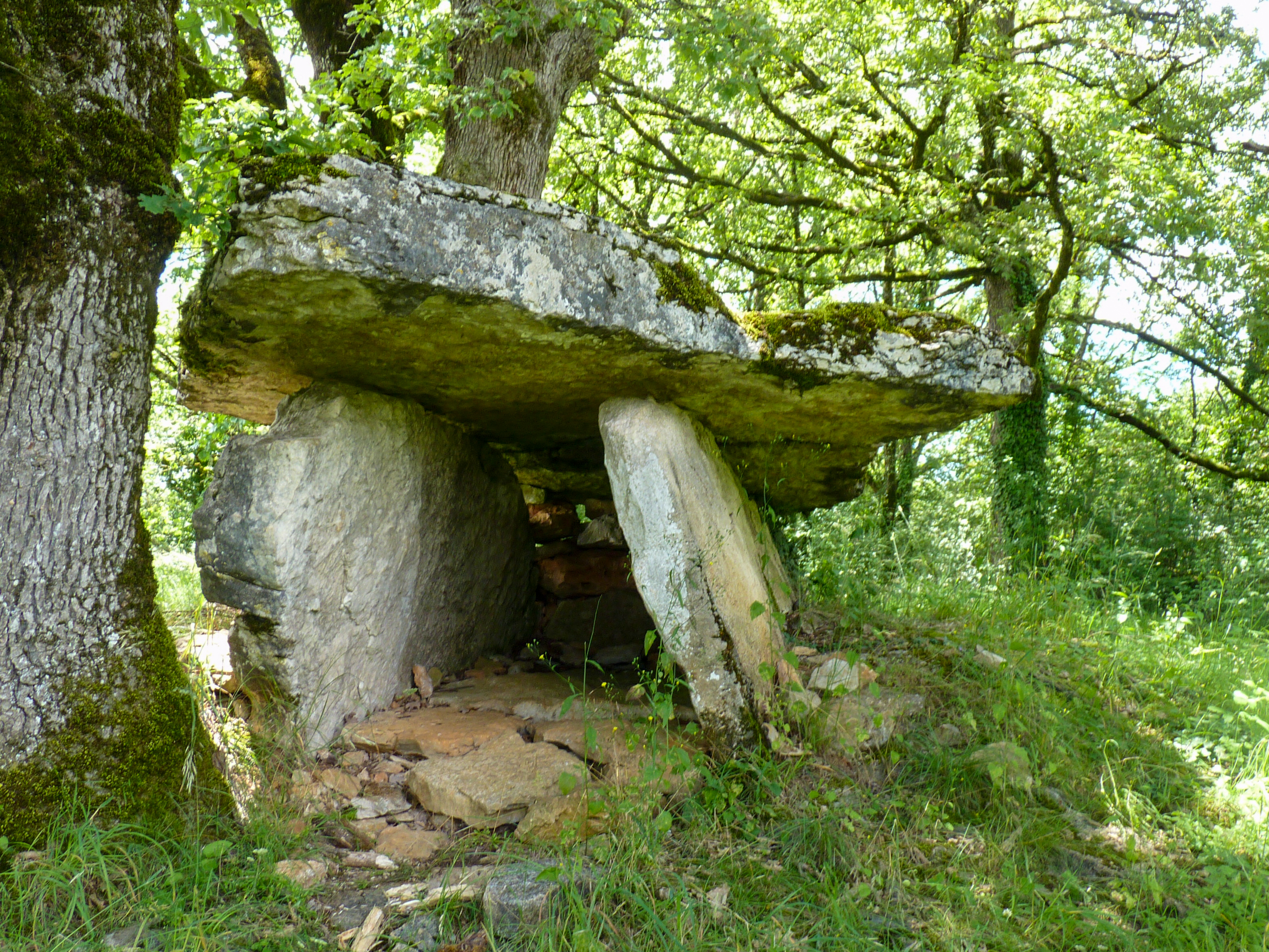
Dolmen du Roc de la Françoune
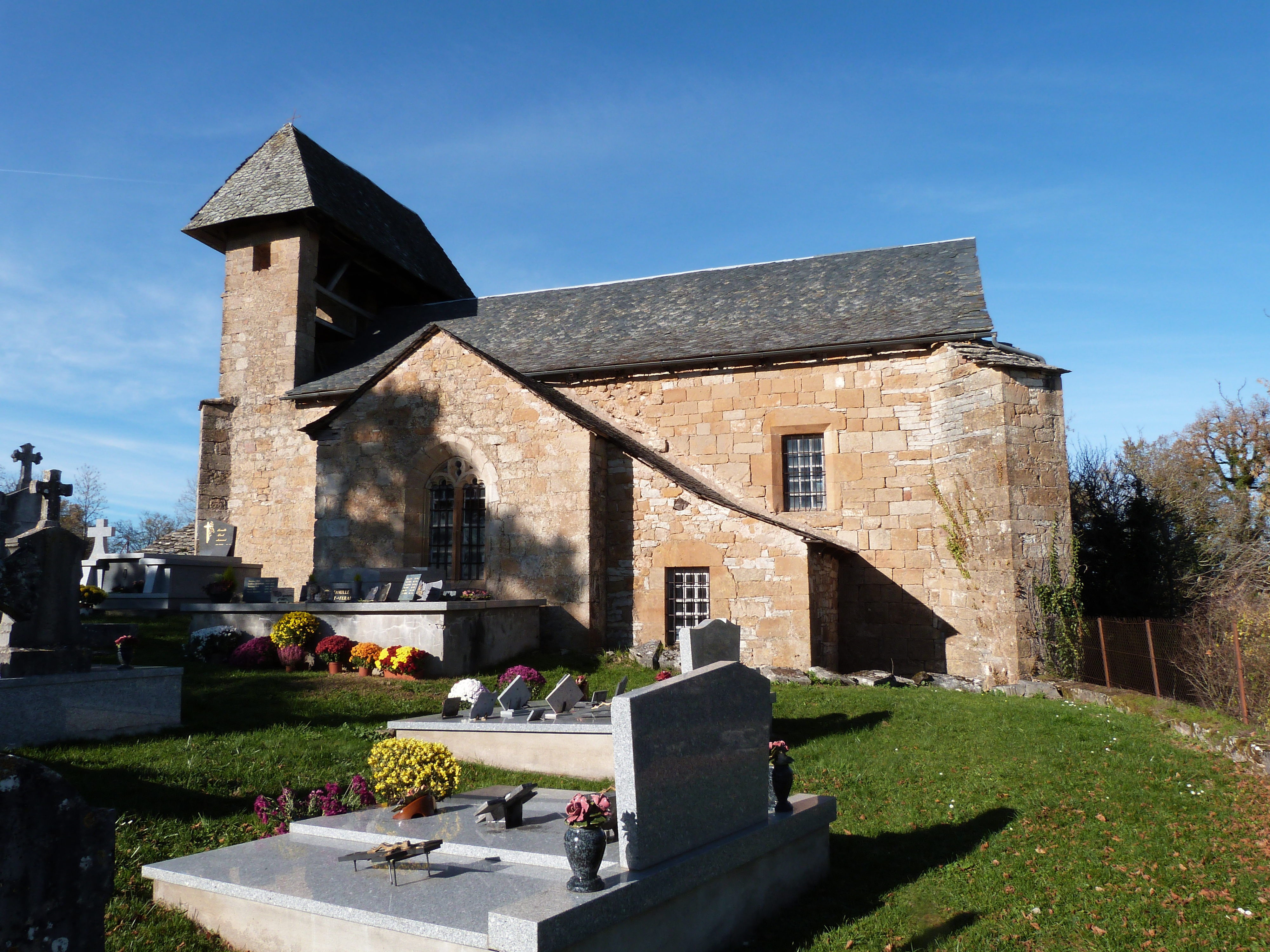
Kirche Saint-Saturnin
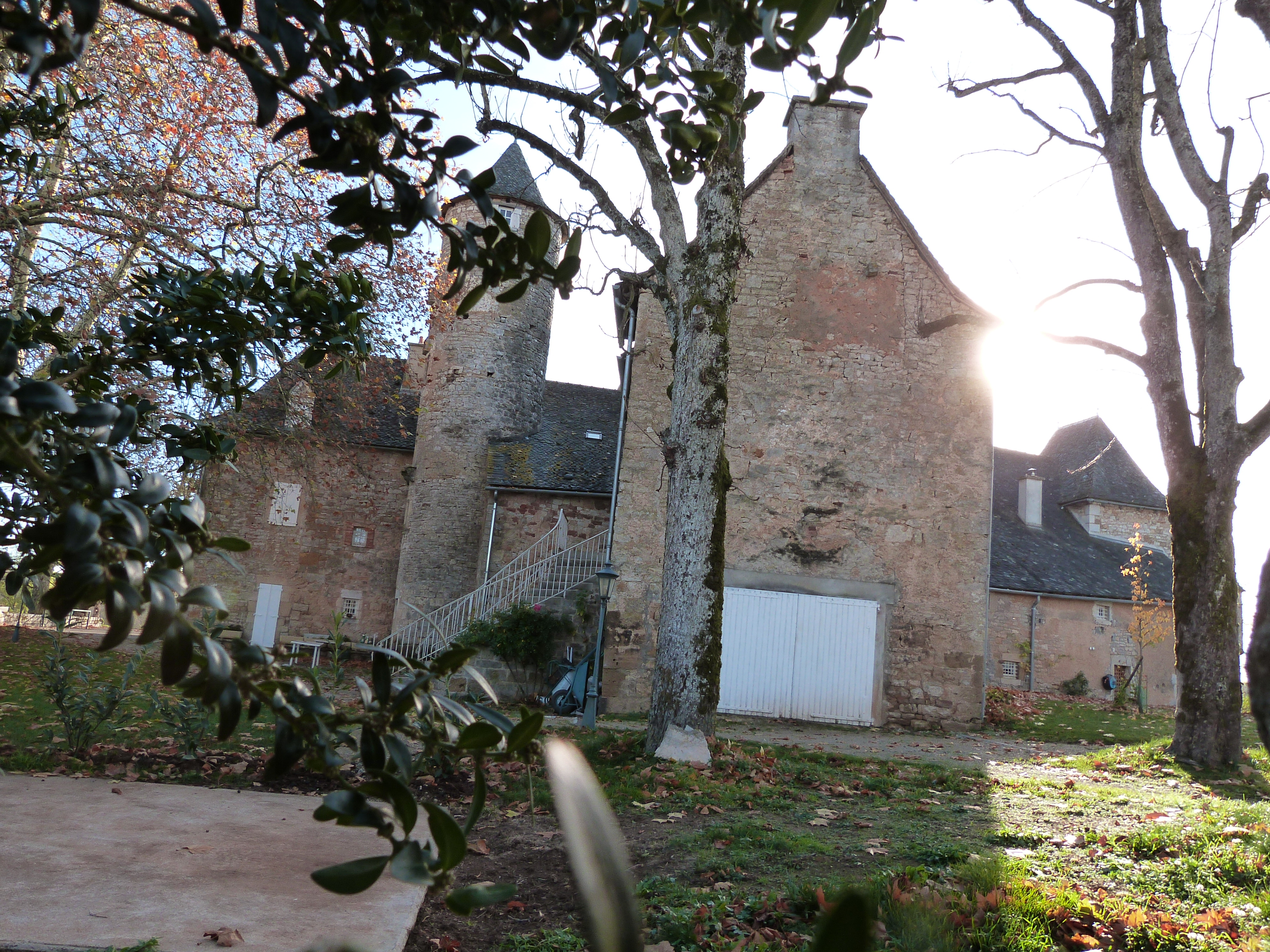
Schloss Dalmayrac
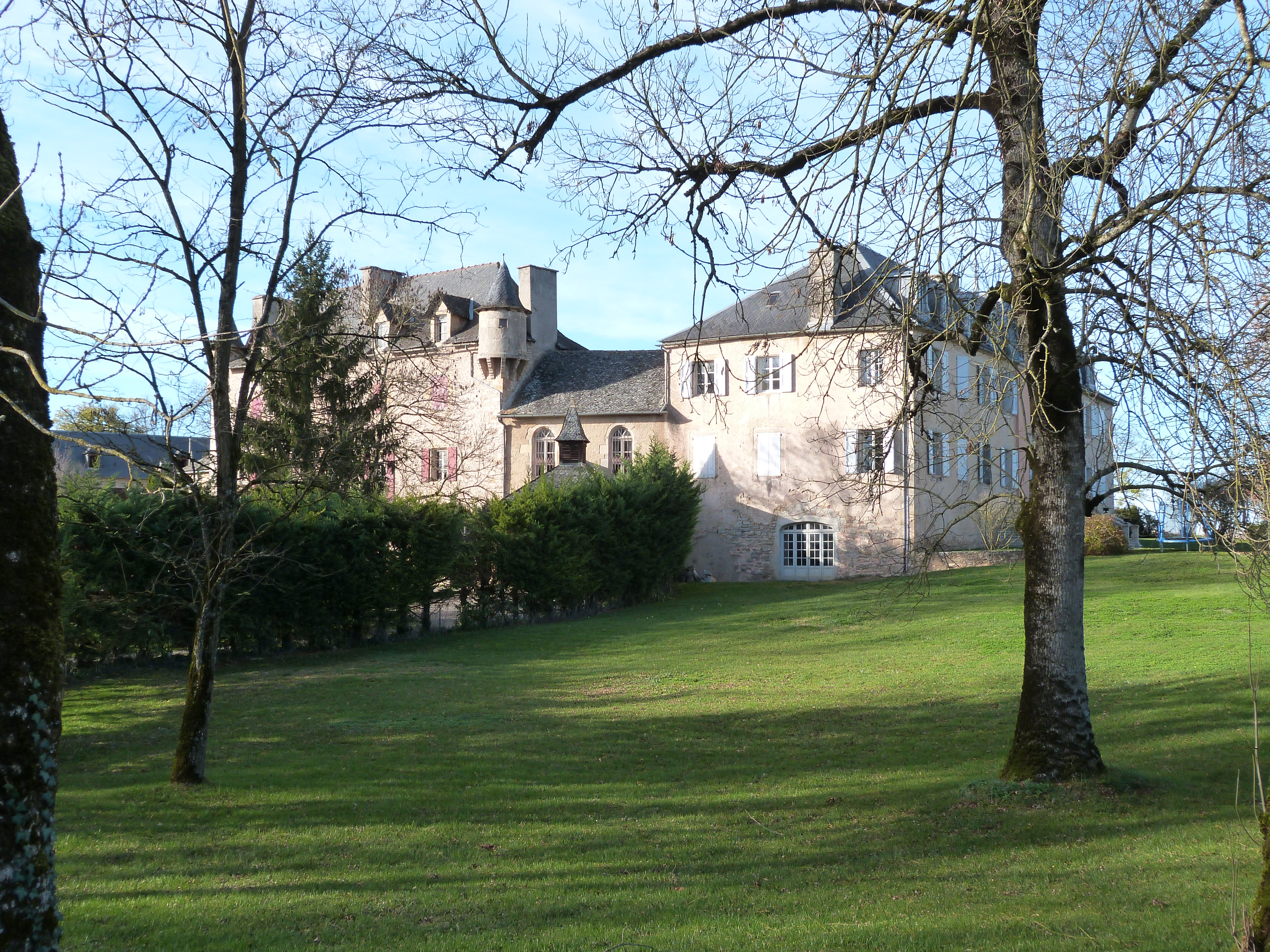
Schloss Sanhes